# Горостита-Кольонія
Горостита-Кольонія (пол. Horostyta-Kolonia) — село в Польщі, у гміні Вирики Володавського повіту Люблінського воєводства.
Населення — 32 особи (2011).
У 1975-1998 роках село належало до Холмського воєводства.

## Демографія
Демографічна структура станом на 31 березня 2011 року:
|          | Загалом | Допрацездатний вік | Працездатний вік | Постпрацездатний вік |
| -------- | ------- | ------------------ | ---------------- | -------------------- |
| Чоловіки | 16      | 6                  | 7                | 3                    |
| Жінки    | 16      | 1                  | 10               | 5                    |
| Разом    | 32      | 7                  | 17               | 8                    |